# 布萊爾港

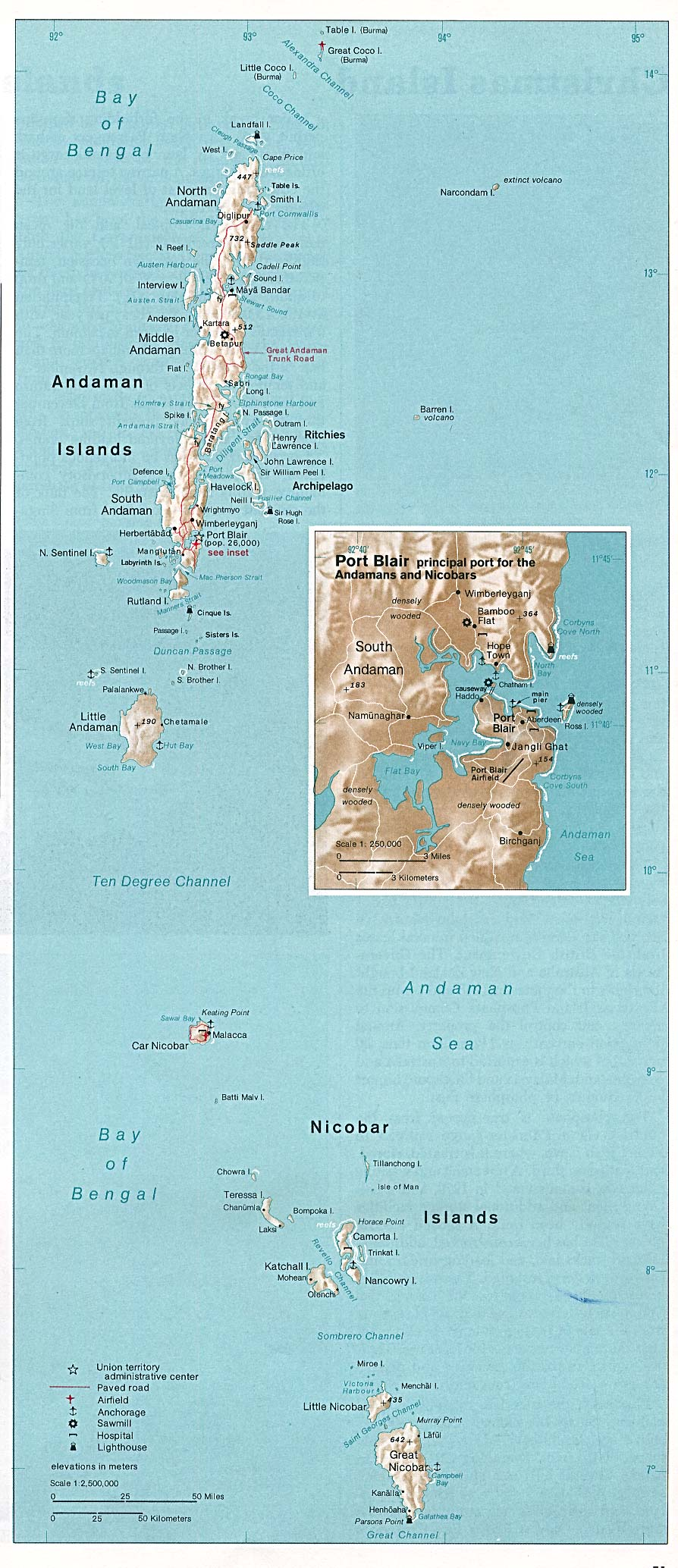
安达曼-尼科巴群岛與布萊爾港的地圖

布萊爾港（英語：Port Blair）是印度的安达曼-尼科巴群岛的首府。地名由來取自於英國測量員阿奇博尔德·布莱尔的名字，布萊爾港的地理位置是北緯11度40分、東經92度45分。布萊爾港是安达曼群岛上最大的城市，2001年時有99,984人。布萊爾港位於南安達曼島的東岸，是安達曼群島主要的交通中心之一。

## 交通

### 航空
韋埃爾·薩瓦卡國際機場

## 圖片

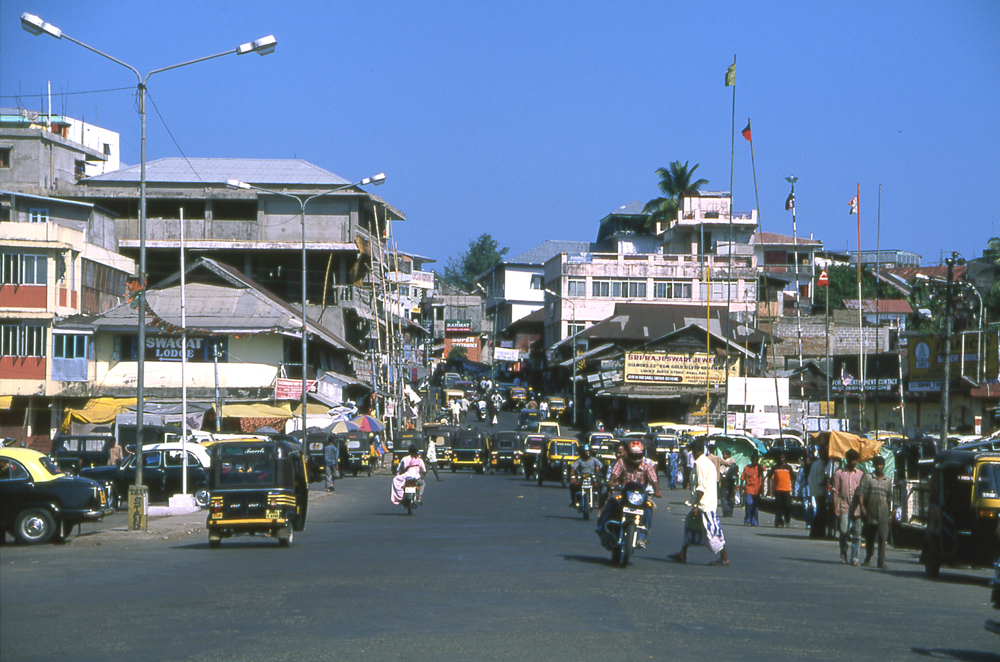
布萊爾港市中心，2004年12月
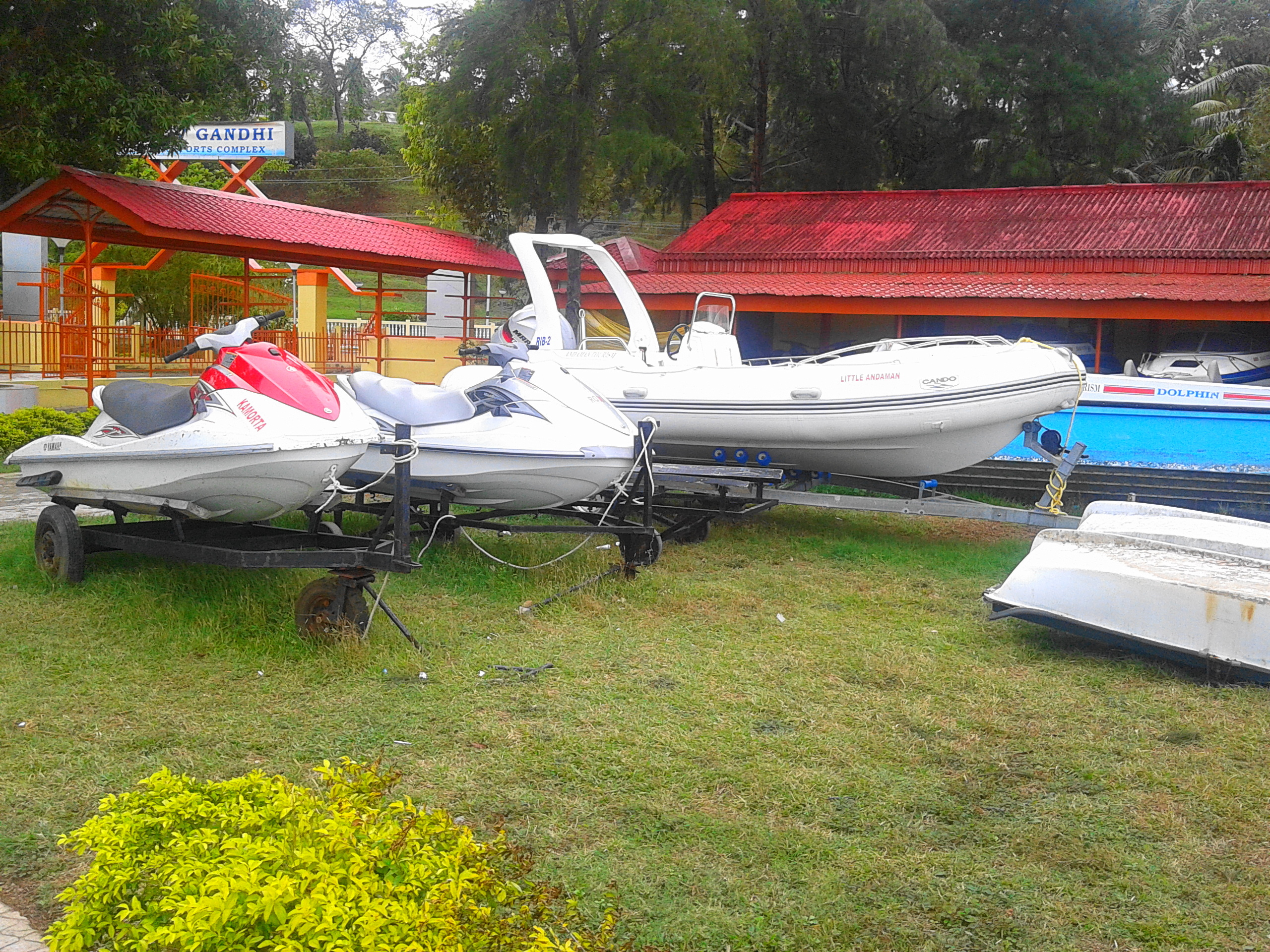
拉吉夫·甘地水上運動場館
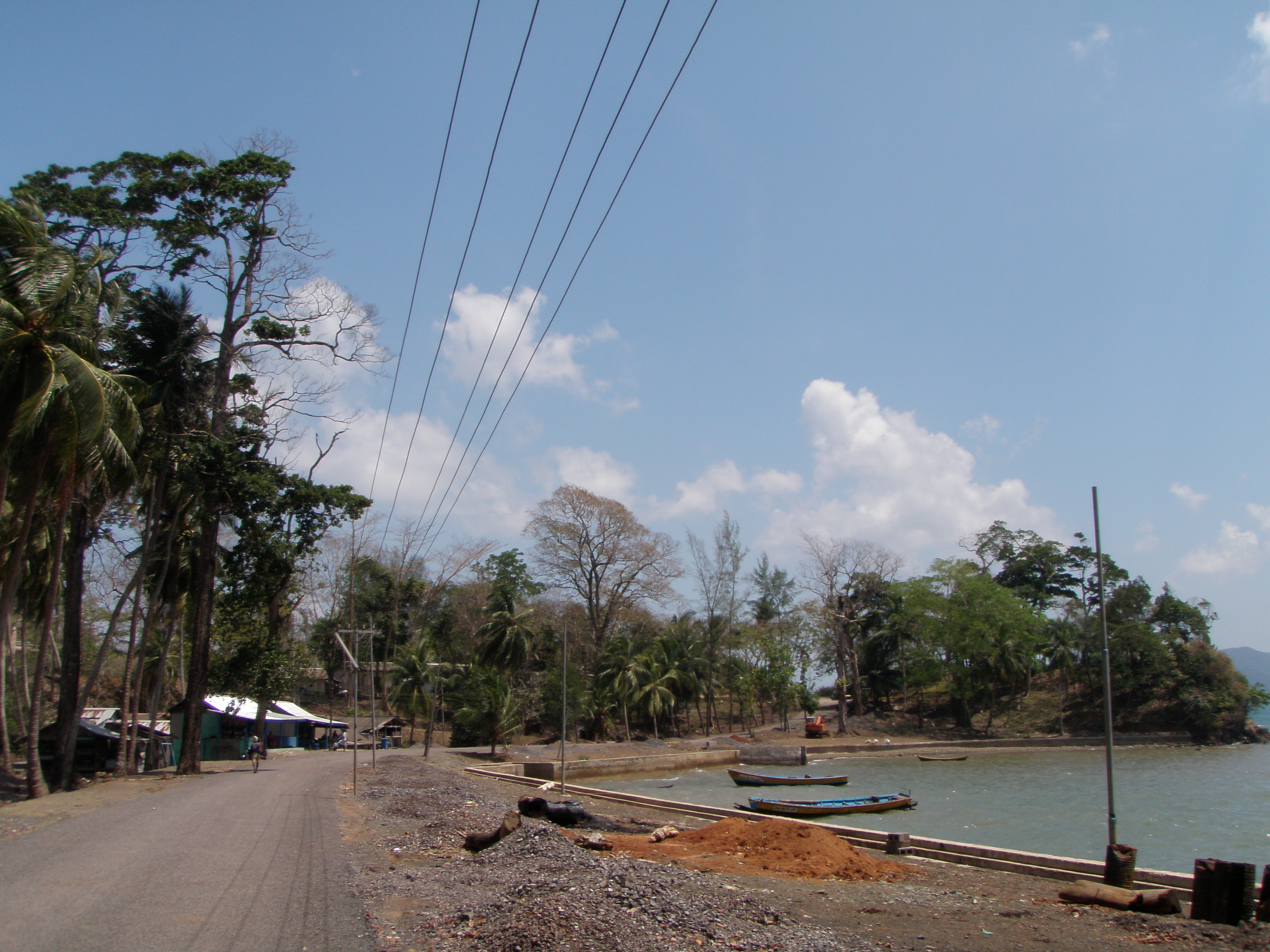
Chidiya Tapu 布萊爾港
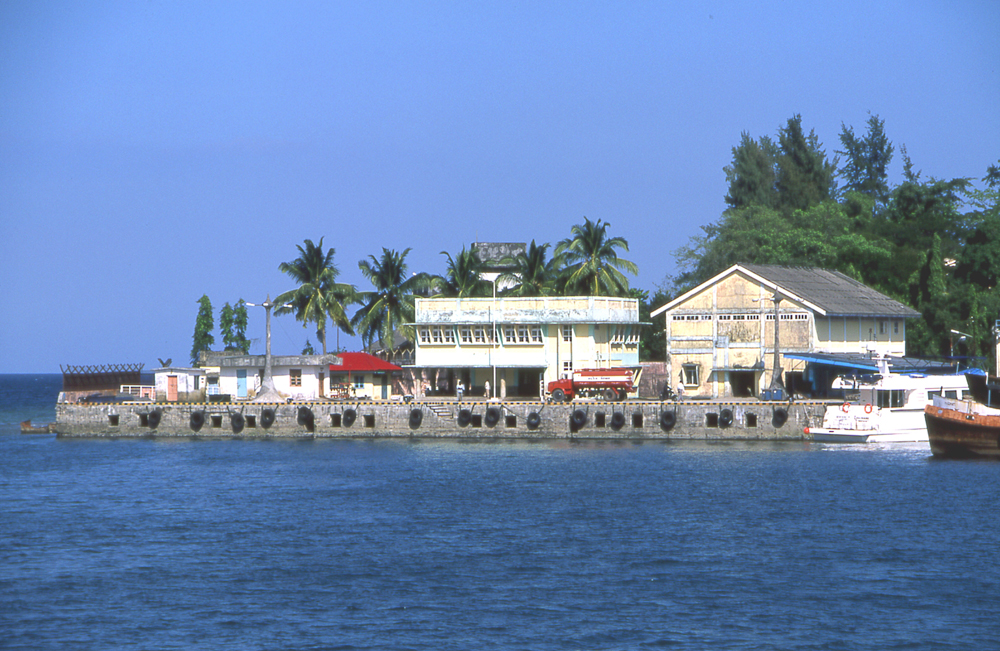
查塔姆島，布萊爾港